# 데니스 브레인
데니스 브레인 (Dennis Brain, 1921년 5월 17일 – 1957년 9월 1일)는 영국의 호른 연주자이다. 그의 아버지와 할아버지는 호른 연주자였던 음악가 집안에서 런던의 왕립 음악원에 다녔다. 제 2차 세계 대전 동안 그는 왕립 공군 에서 복무했으며 밴드와 오케스트라에서 연주했다. 전쟁이 끝난 후 그는 필하모니아 와 로열 필하모닉 오케스트라의 수석 호른이었고 실내악 앙상블에서 연주했다.
브레인을 위해 쓰여진 작품 중에는 벤저민 브리튼의 테너, 호른과 현을 위한 세레나데 (1944)가 있다. 
브레인은 36세의 나이에 교통사고로 사망했다.